# Alla vi barn i Bullerbyn (bok)
Filmen med samma namn, se Alla vi barn i Bullerbyn (film)
Alla vi barn i Bullerbyn är en bok av Astrid Lindgren. Den utkom första gången 1947. Boken är baserad på Lindgrens egen barndom i Vimmerby i Småland. Berättelserna publicerades först som en följetong i tidningen Vi 1946.

## Handling
I Bullerbyn finns det tre gårdar, Norrgården, Mellangården och Sörgården. I dessa gårdar bor det sex barn, Lisa, Lasse och Bosse (i Mellangården), Britta och Anna (i Norrgården) samt Olle (i Sörgården). 
Barnen leker och har för det mesta roligt. De sover exempelvis på höskullen, bygger lekstugor och klär ut sig. Annars går de i skolan, hjälper till att gallra rovor och pysslar om farfar. Han är visserligen Britta och Annas farfar, men är så snäll och hela Bullerbyns farfar. 
Olle får en egen hund, Svipp. Han var till en början skomakare Snälls hund, men han heter bara så, han är inte alls snäll och inte heller mot Svipp. När det sedan blåser upp till ett riktigt snöoväder strax innan jul blir barnen tvungna att söka skydd hos skomakaren, han är inte heller förtjust i barn. Men på något sätt ordnar det sig ändå alltid för barnen i Bullerbyn och rätt som det är så är det jul.

## Filmatiseringar
- 1960 - Alla vi barn i Bullerbyn, i regi av Olle Hellbom, med bland andra Lena Wixell, Kaj Andersson, Tomas Johansson, Kim Åsberg, Elisabeth Nordkvist och Jan Erik Husbom.

- 1986 - Alla vi barn i Bullerbyn, i regi av Lasse Hallström, med bland andra Linda Bergström, Henrik Larsson, Crispin Dickson Wendenius, Ellen Demérus, Anna Sahlin och Harald Lönnbro.